# Шандор Мараи
Шандор Мараи (на унгарски: Márai Sándor) или Шандор Карой Хенрик Гросшмид де Мара (Sándor Károly Henrik Grosschmied de Mára) е унгарски писател и публицист, автор на „Изповеди на един буржоа“.

## Биография
Роден е в Кошице в семейството на адвокат, дошъл от Кралство Саксония, майка му е унгарка. Следва в юридическия факултет на Будапещенския университет, взима участие в революционните събития от 1918-1919 г. След погрома над Унгарската съветска република емигрира през 1919 г. в Германия, следва журналистика в Лайпцигския университет. Публикува свои текстове в „Симплицисимус“ и „Франкфуртер цайтунг“, превежда и популяризира творчеството на Франц Кафка, замисля се дали да не започне да пише направо на немски език. Става свидетел на зараждането на германския нацизъм и последователно следва антифашистки възгледи.
През 1923 г. успява да се прехвърли в Париж, където следва философия. През 1925 г. взима интервю от Артър Конан Дойл. През 1928 г. се завръща в Будапеща, където активно се занимава с журналистика, като пише както за унгарски, така и за чужди вестници. Новите му книги се превръщат в бестселъри, пиесите му се поставят в най-добрите театри, той се превръща в един от най-известните съвременни писатели.
След Втората световна война в статии на Дьорд Лукач и други марксистки критици е определен като „буржоазен автор“. През 1948 г. емигрира в Швейцария, през 1950 г. се прехвърля в Италия, през 1952 г. заминава за САЩ, а през 1957 г. получава американско гражданство. През 1950-те години работи в радио „Свободна Европа“, подкрепя Унгарската революция от 1956 г., тежко преживява нейното потушаване.
Постепенно популярността му спада, той се оказва в изолация. През 1986 г. умира неговата съпруга еврейка (бракът им трае повече от 60 години), а през 1987 г. от инфаркт умира осиновеното му дете. В пристъп на депресия Мараи се застрелва.

### Романи
- A mészáros (1924)
- Bébi, vagy az első szerelem (1928)
- Zendülők (1930)
- Idegen emberek (1931)
- Csutora (1932)
- A sziget (1934)
- Egy polgár vallomásai (1935)
Изповедите на един буржоа. Превод от унгарски Мартин Христов. София: Стигмати, 2002, 384 с.[2]
- Válás Budán (1935)
- A féltékenyek (1937)
- Déli szél (1939)
- Eszter hagyatéka (1939)
- Vendégjáték Bolzanóban (1940)
- Szindbád hazamegy (1940)
- Az igazi (1941)
- A gyertyák csonkig égnek (1942)
Свещите изгарят докрай. София: Стигмати, 2006, 160 с.
- Sirály (1943)
- A nővér (1946)
- Sértődöttek (1947-1948), трилогия
- Béke Ithakában (1952)
- San Gennaro vére (1965)
- Ítélet Canudosban (1970)
- Rómában történt valami (1971)
- Erősítő (1975)
- Judit… és az utóhang (1980)
- Harminc ezüstpénz (1983)
- A Garrenek műve (1988)
- Szabadulás (2000), посмъртна публикация
- Szívszerelem (2001), посмъртна публикация

### Сборници с разкази и новели
- Panaszkönyv (1922)
- Műsoron kivül (1931)
- Bolhapiac (1934)
- Kabala (1936)
- Mágia (1941)
- Medvetánc (1946)
- Lucrétia fia (2004), съставен след смъртта му сборник
- Lomha kaland (2005), съставен след смъртта му сборник
- A régi szerető (2005), съставен след смъртта му сборник

### Поезия
- Emlékkönyv (1918)
- Emberi hang (1921)
- Mint a hal vagy a néger (1930)
- A szegények iskolája (1933)
- Verses Könyv (1945)
- A delfin visszanézett (1978)

### Творби за театър
- Männer (1921)
- Kaland (1940)
- A kassai polgárok (1942)
- Varázs (1945)
- Egy úr Velencéből (1960)
- Jób... és a könyve (1982)
- Parázs (1965), театрална адаптация на романа Les Braises

### Есета
- A szegények iskolája (1934)
- Kassai őrjárat (1941)
- Röpirat a nemzetnevelés ügyében (1942)
- Ihlet és nemzedék (1946)

### Дневници
- Napló, 1943–1954 (1945), Budapest
- Napló, 1945–1957 (1958), Washington
- Napló, 1958–1967 (1968), New York
- Napló, 1968–1975 (1976), Toronto
- Napló, 1976–1983 (1985), Munich

### Мемоари
- Föld, föld!… (1972)
- Hallgatni akartam (2013), посмъртна публикация

### Пътеписи
- Istenek nyomában (1927)
- Napnyugati őrjárat (1936)
- Európa elrablása (1947)

### Други издания
- A négy évszak (1938), епиграми в проза
Четирите сезона. Превод от унгарски Юлия Крумова. София: Прозорец, 2016, 232 с. ISBN 978-954-733-863-0[3]
- Ég és föld (1942), афоризми
- Füves könyv (1942), максими и епиграми в проза
- Vasárnapi krónika (1943), хроники